# Triaenonychinae
Sous-famille
Les Triaenonychinae sont une sous-famille d'opilions laniatores de la famille des Triaenonychidae.

## Distribution
Les espèces de cette sous-famille se rencontrent en Océanie, dans le Sud de l'Afrique et dans le Sud de l'Amérique du Sud.

## Liste des genres
Selon World Catalogue of Opiliones (03/04/2023) :
- Acumontia Loman, 1898
- Adrianonyx Porto, Derkarabetian, Ramírez, Giribet & Pérez-González, 2022
- Algidia Hogg, 1920
- Allonuncia Hickman, 1958
- Amatola Lawrence, 1931
- Ankylonuncia Hickman, 1958
- Antongila Roewer, 1931
- Austromontia Staręga, 1992
- Austronuncia Lawrence, 1931
- Biacumontia Staręga, 1992
- Brasiloctis Mello-Leitão, 1938
- Breviacantha Kauri, 1954
- Bryonuncia Hickman, 1958
- Callihamina Roewer, 1942
- Callihamus Hickman, 1958
- Calliuncus Roewer, 1931
- Ceratomontia Roewer, 1915
- Cluniella Forster, 1955
- Decarynella Fage, 1945
- Diaenobunus Roewer, 1915
- Diasia Sørensen, 1902
- Equitius Simon, 1880
- Graemontia Staręga, 1992
- Gunvoria Kauri, 1961
- Hedwiga Roewer, 1931
- Hendea Roewer, 1931
- Hendeola Forster, 1954
- Heteronuncia Roewer, 1920
- Hickmanoxyomma Hunt, 1990
- Holonuncia Forster, 1955
- Hovanuncia Lawrence, 1959
- Ivohibea Lawrence, 1959
- Leionuncia Hickman, 1958
- Lispomontia Lawrence, 1937
- Lizamontia Kury, 2004
- Mensamontia Staręga, 1992
- Micromontia Lawrence, 1939
- Millomontia Lawrence, 1959
- Millotonyx Lawrence, 1959
- Monomontia Staręga, 1992
- Nahuelonyx Maury, 1988
- Neonuncia Roewer, 1915
- Notonuncia Hickman, 1958
- Nucina Hickman, 1958
- Nuncia Loman, 1902
- Nunciella Roewer, 1929
- Nuncioides Hickman, 1958
- Odontonuncia Hickman, 1958
- Paramontia Lawrence, 1934
- Paranuncia Roewer, 1915
- Parattahia Roewer, 1915
- Paulianyx Lawrence, 1959
- Perthacantha Roewer, 1931
- Picunchenops Maury, 1988
- Planimontia Kauri, 1961
- Prasma Roewer, 1931
- Prasmiola Forster, 1954
- Promecostethus Enderlein, 1909
- Psalenoba Roewer, 1931
- Pyenganella Hickman, 1958
- Roewerania Lawrence, 1934
- Rostromontia Staręga, 1992
- Stylonuncia Hickman, 1958
- Tasmanonyx Hickman, 1958
- Triaenonychoides Soares, 1968
- Triaenonyx Sørensen, 1886
- Triconobunus Roewer, 1914
- Triregia Forster, 1948
- Valdivionyx Maury, 1988
- Yatala Roewer, 1942
- Yulella Lawrence, 1939

## Systématique et taxinomie
Cette sous-famille a été décrite par Sørensen en 1886.

## Publication originale
- Sørensen, 1886 : « Opiliones. » Die Arachniden Australiens nach der Natur beschrieben und abgebildet, p. 53–86.